# Romee Strijd

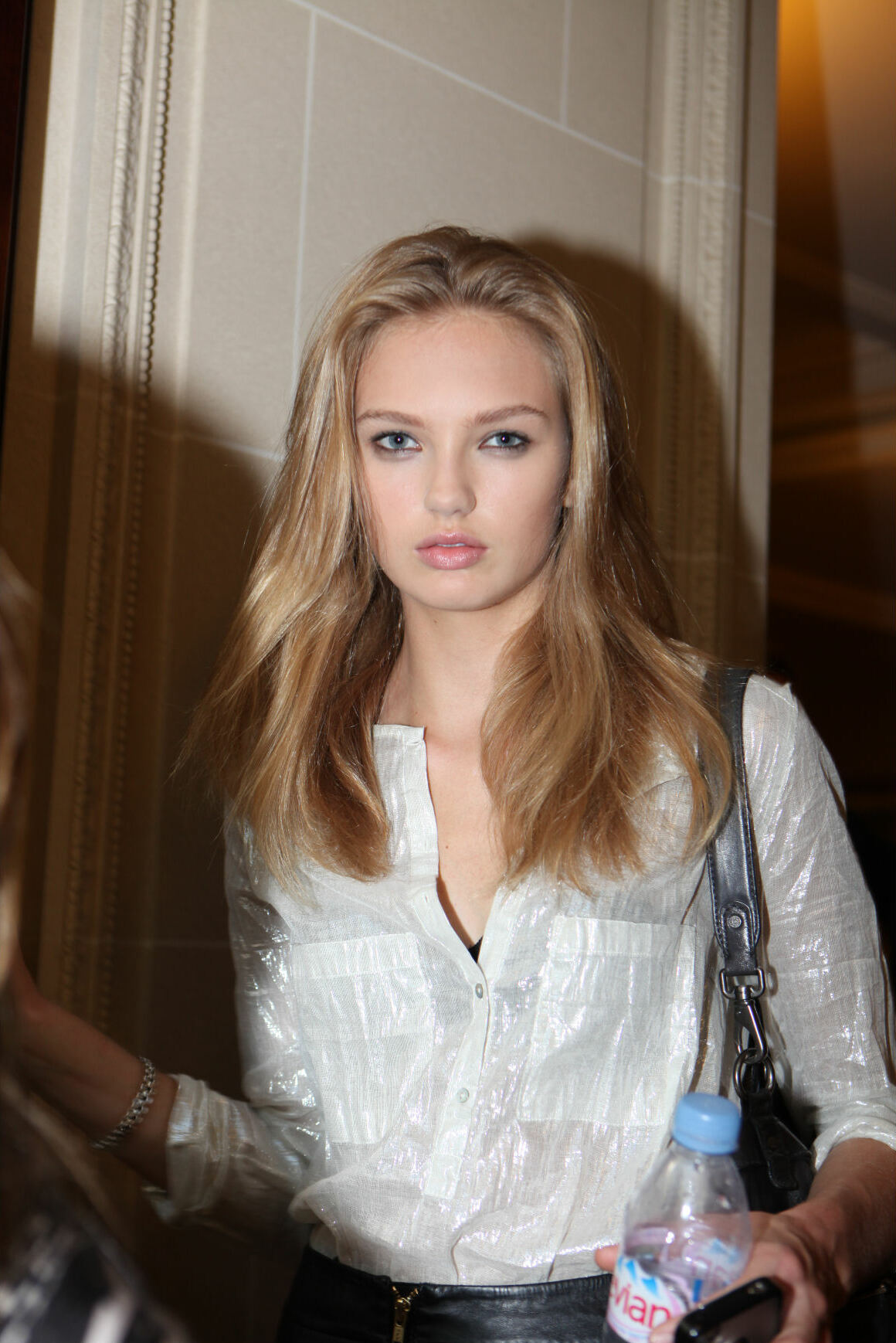
Foto de backstage

Romee Strijd, (Zoetermeer, Holanda, 19 de julho de 1995) é uma modelo holandesa que desfilou nos Victoria's Secret Fashion Show de 2014, 2015, 2016, 2017 e 2018 e é, desde 2015, Angel da Victoria's Secret.
Mantem um relacionamento com Laurens van Leeuwen desde a sua adolescência.
Romee tem o seu próprio canal no YouTube  onde partilha vlogs sobre as suas viagens. O seu primeiro vlog foi publicado no dia 15 de Julho de 2017.
Já desfilou para muitas marcas em Fashion Weeks, como Moschino, Tommy Hilfiger, Carolina Herrera e Balmain, entre outras, e já foi capa de revistas como a Vogue. E já fez campanhas para: Michael Kors e Bloomingdale.